# Doctor Dolittle (película de 1967)
Doctor Dolittle es una película musical de 1967 dirigida por Richard Fleischer y protagonizada por Rex Harrison, Samantha Eggar, Anthony Newley y Richard Attenborough. Está basada en la serie de novelas de Hugh Lofting, adaptadas por Leslie Bricusse. La película ganó dos premios Óscar: mejor canción original y mejores efectos visuales.
La película incluye la canción Talk to the Animals cantada por Rex Harrison, que ganó el premio Óscar a la mejor canción original de dicho año.

## Argumento
En la Inglaterra de la Época victoriana, Matthew Mugg (Anthony Newley) lleva a su joven amigo Tommy Stubbins (William Dix) a visitar al excéntrico Doctor Dolittle (Rex Harrison) para que cure a un pato herido. Dolittle vive en una ménagerie —palabra francesa que se puede traducir por casa de fieras— que incluye a un chimpancé Chee-Chee, un perro Jip y un loro hablador Polynesia, y presume que puede hablar con todos ellos.

## Premios
| Premio                             | Categoría                                                                 | Candidatos                                                                    | Resultado  |
| ---------------------------------- | ------------------------------------------------------------------------- | ----------------------------------------------------------------------------- | ---------- |
| Premios Óscar                      | Mejor película                                                            | Arthur P. Jacobs                                                              | Candidata  |
| Premios Óscar                      | Mejor fotografía                                                          | Robert Surtees                                                                | Candidato  |
| Premios Óscar                      | Mejor montaje                                                             | Samuel E. Beetley y Marjorie Fowley                                           | Candidatos |
| Premios Óscar                      | Mejor banda sonora (partitura original)                                   | Leslie Bricusse                                                               | Candidato  |
| Premios Óscar                      | Mejor banda sonora (partitura adaptada)                                   | Lionel Newman y Alexander Courage                                             | Candidatos |
| Premios Óscar                      | Mejor diseño de producción                                                | Mario Chiari, Jack Martin Smith, Ed Graves, Walter M. Scott y Stuart A. Reiss | Candidatos |
| Premios Óscar                      | Mejor sonido                                                              | Departamento de sonido de la 20th Century Fox                                 | Candidato  |
| Premios Óscar                      | Mejor canción original                                                    | "Talk to The Animals" Leslie Bricusse                                         | Ganador    |
| Premios Óscar                      | Mejores efectos visuales                                                  | L.B. Abbott                                                                   | Ganador    |
| Premios Globo de Oro               |                                                                           |                                                                               |            |
| Mejor película - Comedia o musical |                                                                           | Candidato                                                                     |            |
| Mejor actor - Comedia o musical    | Rex Harrison                                                              | Candidato                                                                     |            |
| Mejor actor de reparto             | Richard Attenborough                                                      | Ganador                                                                       |            |
| Mejor banda sonora                 | Leslie Bricusse                                                           | Candidato                                                                     |            |
| Mejor canción original             | "Talk to The Animals" Leslie Bricusse                                     | Candidato                                                                     |            |
| Writers Guild of America           | Mejor guion musical                                                       | Leslie Bricusse                                                               | Ganadora   |
| National Board of Review           | 10 películas destacadas                                                   |                                                                               | Ganadora   |
| Premios Eddie                      | Mejor montaje                                                             | Samuel E. Beetley y Marjorie Fowley                                           | Candidato  |
| Premios Grammy                     | Mejor álbum de banda sonora para película, televisión u otro medio visual | Leslie Bricusse                                                               | Candidato  |

### Polémica candidatura en los Óscar
Doctor Dolittle obtuvo nueve nominaciones para la 40.ª edición de los Premios Óscar a celebrarse el 10 de abril de 1968, siendo su nominación como Mejor película la más sorpresiva, sin embargo, dicha nominación sería objeto de polémica principalmente por sus pobres resultados obtenidos por la crítica cinematográfica, así como también su rotundo fracaso en taquilla por el poco interés de la audiencia de ver la película, no obstante a todo ello, su fracaso también se derivó por los múltiples problemas que enfrentó la producción durante el rodaje de la película y cuyo resultado final sería desastroso tanto en el aspecto técnico como artístico. La película solamente ganaría en total dos premios (ambas por logros técnicos) Mejores efectos visuales y Mejor canción original por el tema Talk to the Animals interpretada por Rex Harrison. No recibió el Óscar a la Mejor película, puesto que ahí lo ganó In the Heat of the Night. Con lo anterior, Doctor Dolittle pasó a ser considerada como una de las peores películas candidatas en aspirar al Óscar en dicha categoría.[cita requerida]